# Helābād
Helābād (persiska: هل آباد) är en ort i Iran.   Den ligger i provinsen Ardabil, i den nordvästra delen av landet, 400 km nordväst om huvudstaden Teheran. Helābād ligger 1 756 meter över havet och antalet invånare är 137.
Terrängen runt Helābād är huvudsakligen kuperad, men österut är den bergig. Runt Helābād är det ganska glesbefolkat, med 38 invånare per kvadratkilometer. Närmaste större samhälle är Saqqāvāz, 3,4 km öster om Helābād. Trakten runt Helābād består i huvudsak av gräsmarker.